# 土曜!コネクション
『土曜!コネクション』（どようコネクション）は、1990年2月10日から同年9月29日までフジテレビで放送された土曜昼のバラエティ番組。

## 出演者

### 司会
- 筒井櫻子（当時フジテレビアナウンサー）

### レギュラー
- 京晋佑 - 科学コーナー担当

## 放送時間
時刻はいずれもJST。
- 土曜 13:00 - 13:55 （1990年2月 - 1990年3月）
- 土曜 12:00 - 13:55 （1990年4月 - 1990年9月）

| フジテレビ 土曜13時枠 | フジテレビ 土曜13時枠                       | フジテレビ 土曜13時枠              |
| 前番組                | 番組名                                      | 次番組                             |
| --------------------- | ------------------------------------------- | ---------------------------------- |
| とーんでもない        | 土曜!コネクション （1990年2月 - 1990年3月） | 週刊スタミナ天国 （13:00 - 14:25） |
| フジテレビ 土曜正午枠 |                                             |                                    |
| 旅はWITH遊            | 土曜!コネクション （1990年4月 - 1990年9月） | 風まかせ 新・諸国漫遊記            |

| スタブアイコン | サブスタブ | この項目は、まだ閲覧者の調べものの参照としては役立たない、テレビ番組に関連した書きかけの項目です。この項目を加筆・訂正などしてくださる協力者を求めています（P:テレビ/PJ:放送または配信の番組）。 |